# Luis Rosado
Constantino Luis Rosado (ur. 26 sierpnia 1921, zm. 6 czerwca 2007) – argentyński zapaśnik walczący w stylu klasycznym. Olimpijczyk z Londynu 1948, gdzie zajął trzynaste miejsce w kategorii do 67 kg.

## Letnie Igrzyska Olimpijskie 1948
| Konkurencja          | Rundy eliminacyjne    | Rundy eliminacyjne       | Klas. końcowa |
| Konkurencja          | Przeciwnik I          | Przeciwnik II            | Miejsce       |
| -------------------- | --------------------- | ------------------------ | ------------- |
| 67 kg styl klasyczny | Charif Damage (LIB) P | Jeorjos Petmezas (GRE) P | 13.           |